# Forcella (valico)
Una forcella è un luogo naturale che consiste nel punto d'incontro tra due pareti ripide e molto vicine tra loro. Si tratta quindi di uno spazio in cui ergersi in piedi avendo le pareti delle montagne ai lati, ma è un luogo molto stretto, di dimensioni contenute e privo di strade e sentieri artificiali. 
Lieve è la differenza rispetto al valico o passo, che è un punto d'incontro tra due pareti solitamente adibito al passaggio con strade o simili. Il valico o passo è quindi molto più largo e facilmente percorribile rispetto a una forcella. 

## Esempi
Una famosa forcella da prendere come esempio è quella del Sassolungo, nelle Dolomiti. Un altro esempio è la Forcella di Monte Rest, nelle Prealpi tra Caprizi e Tramonti di Sopra in Friuli-Venezia Giulia.